# Lantianski čovjek
Lantianski čovjek (kineski: 蓝田人, lat.: Homo erectus lantianensis, stari naziv: Sinanthropus lantianensis) je podvrsta Homo erectusa otkrivena 1963. godine. Prvi ju je put opisao kineski paleontolog J. K. Woo godinu dana kasnije.
Ostaci lantianskog čovjeka pronađeni su u Lantianu (kineski: 蓝田县; pinyin: Lántián Xiàn), u kineskoj pokrajini Shaanxi, oko 50 km jugoistočno od grada Xi'ana. Nedugo nakon otkrića donje čeljusti prvog lantianškog čovjeka u Chenjiawou (陈家窝), također na području Lantiana, otkriveni su dijelovi lubanje s očuvanim nosnim kostima, desnom gornjom čeljusti i tri zuba na lokalitetu Gongwanglingu (公王岭).
Moždani je volumen ovog hominina procijenjen na 780 cm3, vrlo slično njegovom suvremeniku javanskom čovjeku.
Lantianski čovjek je stariji od poznatijeg pekinškog čovjeka, ali vjerojatno mlađi od juanmouskog čovjeka, za kojeg se procijenjuje da je živio prije oko 1.7 milijuna godina na teritoriju sadašnje Kine.
Oba fosilna ostatka pripadaju dvjema ženkama koje su živjele pred oko 530 000 do 1 milijun godina, sa zabilježenom vremenskom razlikom između dva uzorka od 400 000 godina. Ostaci iz Gongwanglinga su najstariji fosili uspravnog čovjeka ikada otkriveni u Sjevernoj Aziji. Paleontolozi su klasificirali lantianškog čovjeka kao podvrstu Homo erectusa. Otkriveni fosili se čuvaju u Shaanxijskom povijesnom muzeju u Xi'anu u Kini.
U blizini fosila lantianskog čovjeka i u istom geološkom sloju otkriveni su i fosili životinja te kameni alat, kao npr. odlomljeni oblutci i kamene krhotine. Prisutnost ovih kamenih artefakata, kao i pronalazak pepela, dokazuju da je lantianski čovjek bio sposoban izrađivati i koristiti kameni alat i kontrolirati vatru.

## Vanjske poveznice
- Stranice Dr. Petera Browna[neaktivna poveznica], pristupljeno 5. svibnja 2014.
- Kineska kultura  Arhivirana inačica izvorne stranice od 7. prosinca 2006. (Wayback Machine), pristupljeno 5. svibnja 2014.
- Shaanxijski muzej povijesti  Arhivirana inačica izvorne stranice od 3. studenoga 2006. (Wayback Machine), pristupljeno 5. svibnja 2014.